# Протесты в Иордании (2015)
Протесты в Иордании начались 3 февраля 2015 года после обнародования видео казни пилота иорданских ВВС Муаза аль-Касасиба террористической организацией «Исламское государство».

## Предыстория
24 декабря 2014 года боевики группировки «Исламское государство» сбили истребитель ВВС Иордании, который в составе эскадрильи антитеррористической коалиции наносил авиаудары по позициям экстремистов в районе сирийского города Ракка. 28 декабря боевики распространили аудиозапись с требованием освободить Саджиду аль-Ришави — террористку ИГ, приговорённую к смертной казни в Иордании в обмен на пленённого пилота сбитого истребителя Муаза аль-Касасиба и японского журналиста Кэндзи Гото. Требования террористов не были выполнены и 31 января 2015 года Гото был обезглавлен.
3 февраля боевиками был убит и аль-Касасиба — его сожгли заживо.

## Беспорядки
После того, как боевики «Исламского государства» опубликовали видео казни иорданского пилота Муаза аль-Касасиба, в Иордании вспыхнули массовые беспорядки. Подданные Иордании, проживающие в столице страны Аммане и родном городе убитого боевиками пилота — Эль-Караке, вышли на демонстрации против действий ИГ. Толпа подожгла здание полицейского участка в городке Ай. Также, протестующие подожгли несколько правительственных зданий в населённом пункте Эль-Мазар. Отец казненного пилота Сафи аль-Касасиба выступил с заявлением, в котором сообщил, что подданные Иордании ждут, чтобы правительство страны и международная коалиция по борьбе с ИГ отомстили за гибель его сына.

## Реакция властей Иордании
Король Иордании Абдалла II в срочном порядке прервал свой визит в Вашингтон после известия о расправе джихадистов ИГ над захваченным в плен пилотом иорданских ВВС. Он обратился со словами скорби к народу, призывая к сплоченности и единству перед лицом угрозы. Абдалла II назвал группировку «Исламское государство» «трусливой террористической организацией» и указал, что долг «всех мужчин и женщин нашей страны — сплотиться и встретить лицом к лицу все трудности и проблемы, которые делают нас только сильнее».
4 февраля был приведен в исполнение смертный приговор Саджиде ар-Ришави. Был также казнен Зияд аль-Карбули, более известный под именем Абу Хедифа — сподвижник лидера «Аль-Каиды» в Ираке Абу Мусаба аз-Заркави, который был убит в 2007 году иорданскими спецслужбами.